# Marcus (Iowa)
Marcus è una città degli Stati Uniti d'America, situata nello Stato dell'Iowa, nella contea di Cherokee.